# (432) Pythia
(432) Pythia – planetoida z pasa głównego asteroid okrążająca Słońce w ciągu 3 lat i 237 dni w średniej odległości 2,37 j.a. Została odkryta 18 grudnia 1897 roku w Observatoire de Nice w Nicei przez Auguste Charloisa. Nazwa planetoidy pochodzi od Pytii, kapłanki Apollina w Delfach. Przed jej nadaniem planetoida nosiła oznaczenie tymczasowe (432) 1897 DO.